# 維基教科書
維基教科書（英語：Wikibooks）是維基媒體的一項計劃，於2003年7月10日開放。 此計劃收集自由的教科書，並讓用戶自己編輯教科書——任何人都可以進入“編輯”頁面修改任何一本教科書。
計劃的緣起是為了回應維基人Karl Wick建造一個內容開放、分類製作免費的學科學習教材教科書的要求。
維基教科書中一部分書來自網路上已完成編寫的內容開放的教科書。網站內所有內容皆在GNU自由文档許可證下發佈。貢獻必須確定是版權已被作者放棄或確定內容永遠是自由於公有領域的Copyleft許可證下發佈。

## 成立時間
wikibooks.org域名于2003年7月19日被注册。当时推出了有机化学和物理等学科的免费教科书。两个主要的子项目维基儿童和维基学院是在维基教科书中创建的，后来政策发生了变化，2006年8月，维基学院成为一个独立的维基媒体基金会项目。
2016年6月，Compete.com估计维基教科书有1,478,812名独立访问者。

### Wikijunior
Wikijunior是維基教科書的子項目，專門從事兒童讀物。該項目由雜誌和網站組成，正在開發英語、丹麥語、芬蘭語、法語、德語、意大利語、日語、西班牙語、阿拉伯語等版本。

## 教科书内容
尽管有些书是原创的，但其他书是从互联网上找到的其他自由内容教科书复制来的文本。本网站的所有内容均在知识共享许可协议下发布。这意味着，与其姊妹项目维基百科一样，贡献的版权仍归其创建者所有，而许可协议确保其可以在某些条件下自由分发和重复使用。
维基教科书与维基文库的不同之处在于，维基文库收集现有免费内容作品的精确副本和原始翻译，例如莎士比亚戏剧的原文，而维基教科书则致力于原创作品、现有作品的显着修改版本或对原始作品的注释。
该项目正在努力完成许多学科的教科书，创始人希望在那里开发的教科书被更多采用。

## 分支工程
在維基教科書以下共有兩個分支工程：維基兒童教科書（Wikijunior）和維基學院（Wikiversity）。Wikijunior是一套線上青少年刊物工程。Wikiversity是一個自由開放的學習和研究社區，现已成为一个独立的项目。

### 維基兒童教科書
維基兒童教科書，即維基兒童，其是維基教科書的一個分支工程。旨在为0岁到12岁的孩子们提供适龄的非虚构读物。这些读物有照片、图表、素描和原画等丰富的插图。维基儿童的读物是一个由作家、教师、学生和年轻人组成的世界性组织所编写的。这些读物呈现已验证的真实信息。你被邀请加入我们来编写、编辑和重写每篇文章和每个读物以改善其内容。我们的读物在《知识共享 署名-相同方式共享 3.0协议》及（可能的）《GNU自由文件许可》的条款下自由发行。现在維基兒童教科書有8種語言。
维基儿童是什么

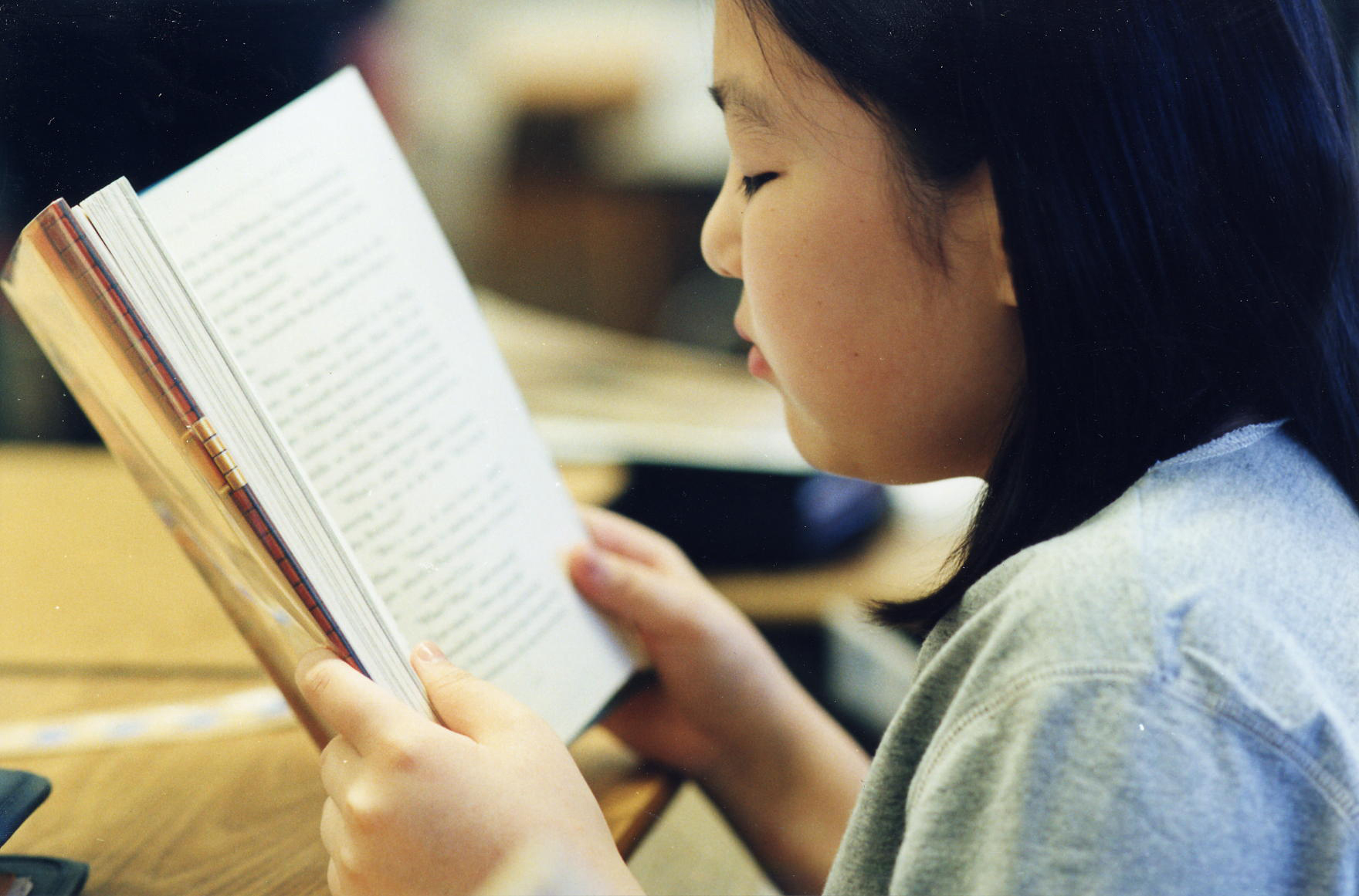
维基儿童正为孩子们编写读物。

维基儿童旨在为0岁到12岁的孩子们提供非虚构读物。这些读物以专科百科全书、教科书或初级读物的形式呈现。
维基儿童是一个由志愿者构成的世界性组织编写的儿童读物资源。它建立在某些核心价值之上。维基儿童是：
- 益于儿童的。我们的读物以孩子们为中心。孩子们感兴趣的主题才会被选中编写。这些读物有照片、图表、素描和原画等丰富的插图。
- 合作完成的。维基儿童并非只有一个作者。相反地，她是众多感兴趣的人们合作的成果。
- 有趣的。我们的读物适龄易懂。我们的编写风格轻快友好。
- 真实的。我们的读物呈现已验证的真实信息。它们回避了个人意见、 原创研究和虚构内容。
- 开放的。全世界的人们都被邀请加入我们来编写、编辑和重写每篇文章和每个读物以改善其内容。我们的读物在《GNU自由文件许可》的条款下自由发行。

如果你发现一篇文章或一个读物没有遵循这些标准，请勇敢地改善它的内容！
读物的编写与开发会在维基教科书上在线进行，一些成书会被印刷。未来，不活跃的维基儿童在线读物会设立为一个新规划，“完整”读物也会作相同处理。但是，即使是“完整”读物也会不时被更新。
与维基教科书的关系
维基儿童是维基传媒基金会和维基教科书的组成部分，是一个符合它们的章程和政策的计划。维基儿童亦有除它们的章程和政策之外的自有方针。当维基儿童和维基教科书的政策与方针不一致时，维基儿童的特别方针优先。例如，一部专科百科全书（深入介绍特定主题的百科全书）被维基儿童所接受，虽然它并不在维基教科书被普遍接受。